# Sezonul de Formula 1 din 2021 - Presezon
Testele de presezon pentru Sezonul de Formula 1 din 2021 au fost o serie a câte trei sesiuni (fiecare desfășurată într-o zi) desfășurate pe Circuitul Internațional Bahrain din Sakhir, Bahrain. Sesiunile s-au desfășurat în perioada 12-14 martie 2021, cu două săptămâni înainte de începerea sezonului propriu-zis.
Din cauza Pandemiei de COVID-19 care a afectat desfășurarea multor evenimente, au avut loc o serie de schimbări. Prima a fost data când se desfășoară testele; de obicei aveau loc în luna februarie însă deoarece sezonul precedent de Formula 1 s-a desfășurat în perioada iulie-decembrie, FIA a decis mutarea testelor cu două săptămâni înainte de începerea sezonului pentru a acorda echipelor mai mult timp de pregătire/dezvoltare. A doua schimbare a fost circuitul pe care se desfășoară testele; testele de presezon din 2021 au avut loc pe Circuitul Internațional Bahrain din Bahrain. F1 a testat, în ultimii ani, la Circuitul Catalunya din Barcelona, Spania, dar, având în vedere că au avut loc niște modificări asupra calendarului - și cu Marele Premiu al Bahrainului din 28 martie, acum stabilit să înceapă sezonul - s-a luat decizia de a organiza și testele în locul respectiv.

## Prima zi
Prima zi s-a desfășurat pe 12 martie. În timp ce o furtună de nisip a înghițit Circuitul Internațional din Bahrain în după-amiaza primei zile de testare din presezon, Max Verstappen a fost cel mai rapid pentru Red Bull Racing - dar Mercedes a suferit o problemă a cutiei de viteze și apoi cu o lipsă de ritm, terminând ziua cu doar 48 de tururi completate, cele mai puține dintre toate echipele.
| Poziție | Numărul mașinii | Pilot              | Constructor       | Timpi    | Tururi completate |
| ------- | --------------- | ------------------ | ----------------- | -------- | ----------------- |
| 1       | 33              | Max Verstappen     | Red Bull Racing   | 1:30.674 | 138               |
| 2       | 4               | Lando Norris       | McLaren           | +0.215s  | 45                |
| 3       | 31              | Esteban Ocon       | Alpine            | +0.472s  | 128               |
| 4       | 18              | Lance Stroll       | Aston Martin      | +1.108s  | 46                |
| 5       | 55              | Carlos Sainz Jr.   | Ferrari           | +1.245s  | 56                |
| 6       | 99              | Antonio Giovinazzi | Alfa Romeo Racing | +1.271s  | 68                |
| 7       | 3               | Daniel Ricciardo   | McLaren           | +1.529s  | 45                |
| 8       | 10              | Pierre Gasly       | AlphaTauri        | +1.557s  | 74                |
| 9       | 22              | Yuki Tsunoda       | AlphaTauri        | +2.053s  | 37                |
| 10      | 44              | Lewis Hamilton     | Mercedes          | +2.238s  | 42                |
| 11      | 16              | Charles Leclerc    | Ferrari           | +2.568s  | 59                |
| 12      | 7               | Kimi Räikkönen     | Alfa Romeo Racing | +2.646s  | 63                |
| 13      | 5               | Sebastian Vettel   | Aston Martin      | +3.068s  | 51                |
| 14      | 45              | Roy Nissany        | Williams          | +4.115s  | 83                |
| 15      | 9               | Nikita Mazepin     | Haas              | +4.124s  | 69                |
| 16      | 47              | Mick Schumacher    | Haas              | +5.453s  | 15                |
| 17      | 77              | Valtteri Bottas    | Mercedes          | +6.176s  | 6                 |
| Sursa:  |                 |                    |                   |          |                   |

## A doua zi
A doua zi s-a desfășurat pe 13 martie. Valtteri Bottas, de la Mercedes, a început recuperarea echipei după un început dificil de teste stabilind cel mai rapid timp în a doua zi în Bahrain, deși coechipierul său, Lewis Hamilton, a scos un steag roșu după o derapare dimineața.
| Poziție | Numărul mașinii | Pilot              | Constructor       | Timpi    | Tururi completate |
| ------- | --------------- | ------------------ | ----------------- | -------- | ----------------- |
| 1       | 77              | Valtteri Bottas    | Mercedes          | 1:30.289 | 58                |
| 2       | 10              | Pierre Gasly       | AlphaTauri        | +0.124s  | 87                |
| 3       | 18              | Lance Stroll       | Aston Martin      | +0.171s  | 70                |
| 4       | 4               | Lando Norris       | McLaren           | +0.297s  | 52                |
| 5       | 99              | Antonio Giovinazzi | Alfa Romeo Racing | +0.471s  | 124               |
| 6       | 16              | Charles Leclerc    | Ferrari           | +0.597s  | 73                |
| 7       | 6               | Nicholas Latifi    | Williams          | +1.383s  | 132               |
| 8       | 11              | Sergio Pérez       | Red Bull Racing   | +1.393s  | 117               |
| 9       | 3               | Daniel Ricciardo   | McLaren           | +1.926s  | 52                |
| 10      | 14              | Fernando Alonso    | Alpine            | +2.050s  | 127               |
| 11      | 22              | Yuki Tsunoda       | AlphaTauri        | +2.395s  | 57                |
| 12      | 47              | Mick Schumacher    | Haas              | +2.594s  | 88                |
| 13      | 55              | Carlos Sainz Jr.   | Ferrari           | +2.783s  | 56                |
| 14      | 9               | Nikita Mazepin     | Haas              | +2.812s  | 76                |
| 15      | 44              | Lewis Hamilton     | Mercedes          | +3.110s  | 58                |
| 16      | 5               | Sebastian Vettel   | Aston Martin      | +8.560s  | 10                |
| Sursa:  |                 |                    |                   |          |                   |

## A treia zi
A treia și ultima zi s-a desfășurat pe 14 martie. Max Verstappen de la Red Bull a stabilit ritmul în ultima zi a testelor de presezon, chiar înaintea debutantului AlphaTauri, Yuki Tsunoda.
| Poziție | Numărul mașinii | Pilot            | Constructor       | Timpi    | Tururi completate |
| ------- | --------------- | ---------------- | ----------------- | -------- | ----------------- |
| 1       | 33              | Max Verstappen   | Red Bull Racing   | 1:28.960 | 64                |
| 2       | 22              | Yuki Tsunoda     | AlphaTauri        | +0.093s  | 91                |
| 3       | 55              | Carlos Sainz Jr. | Ferrari           | +0.651s  | 79                |
| 4       | 7               | Kimi Räikkönen   | Alfa Romeo Racing | +0.806s  | 165               |
| 5       | 44              | Lewis Hamilton   | Mercedes          | +1.065s  | 54                |
| 63      | 45              | George Russell   | Williams          | +1.157s  | 157               |
| 7       | 3               | Daniel Ricciardo | McLaren           | +1.184s  | 75                |
| 8       | 11              | Sergio Pérez     | Red Bull Racing   | +1.227s  | 49                |
| 9       | 14              | Fernando Alonso  | Alpine            | +1.358s  | 77                |
| 10      | 16              | Charles Leclerc  | Ferrari           | +1.526s  | 80                |
| 11      | 4               | Lando Norris     | McLaren           | +1.701s  | 56                |
| 12      | 10              | Pierre Gasly     | AlphaTauri        | +1.868s  | 76                |
| 13      | 31              | Esteban Ocon     | Alpine            | +2.350s  | 61                |
| 14      | 9               | Nikita Mazepin   | Haas              | +2.571s  | 67                |
| 15      | 47              | Mick Schumacher  | Haas              | +3.093s  | 78                |
| 16      | 77              | Valtteri Bottas  | Mercedes          | +3.446s  | 86                |
| 17      | 5               | Sebastian Vettel | Aston Martin      | +6.081s  | 56                |
| 18      | 18              | Lance Stroll     | Aston Martin      | +7.140s  | 80                |
| Sursa:  |                 |                  |                   |          |                   |